# 4CARAT
4CARAT（韓語：4캐럿），是韓國KNJ Music及Youngbridge娛樂於2019年聯合推出的四人女子組合，成員包括Ha Yerin、Park Sujin、Bonita Lee及Han Somin，四人均是2010年出生，出道的平均年齡是9歲。

## 成員資料
| 素敏 | 소민 | Somin | 韓素敏 | 한소민 | Han Somin | 2010年1月4日   | 隊長、領唱   |
| 秀璸 | 수빈 | Subin | 李秀璸 | 이수빈 | Lee Subin | 2010年6月18日  | rapper, 主舞 |
| 藝潾 | 예린 | Yerin | 夏藝潾 | 하예린 | Ha Yerin  | 2010年10月26日 | 忙內、副唱   |

## 音樂作品

### 單曲專輯
|     | 內容                                                      | 曲目                           |
| 1st | 《Nanly》 - 發行日期：2019年3月11日 - 語言：韓語 - 銷量： | 曲目 1. Nanly 2. Nanly (Inst.) |

## 外部連結
- 4CARAT的Instagram帳戶